# Hetaerica harveyi
Hetaerica harveyi är en spindelart som beskrevs av Raven och Baehr 2000. Hetaerica harveyi ingår i släktet Hetaerica och familjen Zodariidae.
Artens utbredningsområde är Western Australia. Inga underarter finns listade i Catalogue of Life.